# 벨프역
벨프역(독일어: Bahnhof Belp)은 스위스 베른주 벨프의 기차역이다. BLS AG의 표준궤 귀르베탈선의 중간 정류장이다.

## 운행편
다음 서비스는 벨프에서 정차한다.
- 베른 S-반 :
  - S3: 빌/비엔까지 30분 간격 운행.
  - S31: 빌/비엔로 가는 러시아워 서비스.
  - S4 / S44 : 툰과 부르크도르프에서 랑나우, 졸로투른 또는 주미스발트-그뤼넨까지

.